# Júlia Hamari
Júlia Hamari (Budapest, Hongria, 21 de novembre de 1942) és una mezzosoprano i contralt hongaresa que ha cantat internacionalment òperes i concerts. És professora de cant a Stuttgart.

## Carrera professional
Júlia Hamari va néixer a Budapest, on va rebre formació vocal amb Fatime Martins i Jenö Sipos. Va estudiar a l'Acadèmia de Música Ferenc Lizt on va rebre diplomes de cantant i de professora de cant. El 1964 va guanyar el Concurs Internacional de Cant Erkel de Budapest. Va continuar més tard els seus estudis al Staatliche Hochschule für Musik de Stuttgart, fins al 1966.
El 1966 va fer el seu debut com a solista en la Passió segons sant Mateu de Johann Sebastian Bach a Viena, sota la direcció de Karl Richter, juntament amb Teresa Stich-Randall, Peter Schreier, Hermann Prey i Ernst Gerold Schramm.

### Òpera
Va debutar a l'òpera amb el paper de Mercedes de Carmen de Georges Bizet, al Festival de Salzburg de 1967 (amb Grace Bumbry, Jon Vickers i Mirella Freni, sota la direcció de Herbert von Karajan). Poc després va aparèixer en el paper de Carmen al Staatsoper de Stuttgart, sota la direcció de Carlos Kleiber. La seva carrera va incloure aviat papers d'importància com ara Malcolm en la reestrena torinesa del 1970 de La donna del lago (de Gioachino Rossini) (cantant amb Franco Bonisolli com Uberto i Montserrat Caballé com Elena). El 1975 va cantar la part de Magdalena al primer enregistrament de Georg Solti de l'òpera Die Meistersinger von Nürnberg de Richard Wagner (amb l'Orquestra Filharmònica de Viena, Norman Bailey com Sachs i René Kollo com a Stolzing). El 1979 va cantar Celia en La fedeltà premiata de Joseph Haydn al Festival de Glyndebourne, al 1980 Orfeo a l'Orfeo de Christoph Willibald Gluck i Euridice al Maggio Musicale Fiorentino, al 1984 Dorabella en Così fan tutte de Wolfgang Amadeus Mozart a l'Opera de Dallas de Dallas i al 1986 Angelina a La Cenerentola de Rossini. El 1982 va fer el seu debut al Metropolitan Opera de Nova York com a Rosina a Il barbiere di Siviglia de Rossini. A l'Òpera de Colònia va cantar Sesto en La clemenza di Tito de Mozart i al Covent Garden va ser Cherubino en Les noces de Fígaro de Mozart.

### Concerts
Va enregistrar amb Richter i el seu Münchener Bach-Chor diverses cantates de Bach, incloent-hi Allein zu dir, Herr Jesu Christ, BWV 33. Va enregistrar cantates de Bach amb Helmuth Rilling i el seu Gächinger Kantorei en el seu enregistrament integral, incloent-hi la cantata de solo per contralt Vergnügte Ruh, beliebte Seelenlust, BWV 170, escrita pel sisè diumenge després de la Trinitat, que ja havia estat enregistrat per notables cantants com ara Maureen Forrester i Andreas Scholl. Amb Helmut Winschermann i el Deutsche Bachsolisten va enregistrar algunes cantates de Bach, incloent-hi Herz und Mund und Tat und Leben, BWV 147. El 1968 va enregistrar la Passió segons sant Mateu amb Wolfgang Gönnenwein, Theo Altmeyer com l'Evangelista, Franz Crass, Teresa Żylis-Gara, Nicolai Gedda, Hermann Prey i Hans Sotin. El 1974 va enregistrar la Passió segons sant Joan de Bach amb Karl Richter, el Stuttgarter Hymnus-Chorknaben, Dieter Ellenbeck, Walter Berry, Elly Ameling, Werner Hollweg i Hermann Prey. El 1977 va cantar els papers de soprano segona i de contralt en el primer enregistrament de la Missa en si menor de Bach del director Helmuth Rilling. Va cantar el paper de contralt del Rèquiem de Mozart en un enregistrament de 1970 amb Edith Mathis, Wiesław Ochman, Karl Ridderbusch, l'Orquestra Filharmònica de Viena i el Cor de l'Òpera Estatal de Viena, dirigits per Karl Böhm. Pel segell Hungaroton va enregistrar el 1981 el Stabat Mater de Pergolesi conduït per Lamberto Gardelli.
Va participar en el 1975 en l'estrena i el 1993 el l'enregistrament de la cantata Un dau Nachgeborenen de Gottfried von Einem, escrita el 1973 com a encàrrec de l'ONU, en ambdues ocasions amb Dietrich Fischer-Dieskau i l'Orquestra Simfònica de Viena conduïda per Carlo Maria Giulini.

### Ensenyament
El 1989 Julia Hamari va ser contractada com a professora de cant al Hochschule für Musik de Stuttgart. Ha conduït classes mestres i ha donat classes a la Internationale Bachakademie de Stuttgart i al Festival Bach d'Oregon des de 1982. Entre els seus estudiants s'inclou elcontratenor Patrick Van Goethem.

## Enregistraments
- Eugene Onegin, en el paper d'Olga, amb Georg Solti conduint l'Orquestra de la Royal Opera House, Covent Garden, amb Bernd Weikl, Teresa Kubiak, Stuart Burrows, i Nicolai Ghiaurov, un enregistrament que es va utilitzar com a partitura per a la pel·lícula sobre l'òpera de Petr Weigl.
- També se la pot escoltar a Elzire en l'enregistrament de Don Sanche del segell Hungaroton.[7]